# Ногаллер, Александр Михайлович
Александр Михайлович Ногаллер (1920—2021) — советский и российский врач-гастроэнтеролог, доктор медицинских наук, профессор Рязанского государственного медицинского института.

## Биография
Александр Михайлович Ногаллер родился 22 мая 1920 года в санитарном поезде под Харьковом. Детство и юность провёл в Москве. В 1937 году с отличием окончил среднюю школу и поступил в 1-й Московский медицинский институт имени И. М. Сеченова. В октябре 1941 года в связи с приближением немецких войск досрочно был выпущен из института и направлен на фронт Великой Отечественной войны.
Участвовал в битве за Москву, будучи старшим врачом 704-го лёгкого артиллерийского полка, позднее преобразованного в истребительно-противотанковый. Во время одного из артиллерийских обстрелов получил контузию. Позднее заболел плевритом и после излечения был направлен в медико-санитарный батальон 29-й армии (впоследствии переданный 2-й танковой армии). Участвовал в боях подо Ржевом, освобождении Украинской и Молдавской ССР, Румынии, Польши, боях в Германии. Участвовал в проведении экспертизы над трупами Й. Геббельса и членов его семьи.
Осенью 1946 года в звании капитана медицинской службы Ногаллер был уволен в запас. Вернувшись в Москву, работал младшим научным сотрудником в Институте питания Академии наук СССР. В 1947 году защитил диссертацию на соискание учёной степени кандидата медицинских наук. В 1951 году переехал в Кавказские Минеральные Воды, где работал старшим научным сотрудником, затем заведующим Ессентукской клиникой Пятигорского научно-исследовательского института курортологии и физиотерапии. В 1960 году защитил докторскую диссертацию.
С 1959 года работал заведующим кафедрой пропедевтики внутренних болезней, а позднее — заведующим кафедрой факультетской терапии Астраханского государственного медицинского института. Обладал большим научным и практическим авторитетом в учёной и медицинской среде, приглашался для консультирования видных государственных и партийных деятелей, иностранцев, в том числе президента Финляндии Урхо Кекконена. Не раз выезжал за рубеж для участия в международных конгрессах.
С 1967 года жил в Рязани, где трудился заведующим кафедрой пропедевтики внутренних болезней Рязанского государственного медицинского института. Активно занимался исследованиями в области диагностики и лечения болезней пищеварительной системы, нарушений иммунной системы в связи с ними, определении патологий в сыворотке крови, взаимосвязь пищеварительных болезней и пищевой аллергии. При его непосредственном участии в Рязани был открыт городской гастроэнтерологический центр. Опубликовал в общей сложности более 700 работ, в том числе 23 монографии, 30 учебных позиций. Был редактором 18 сборников научных трудов. Внёс несколько десятков рационализаторских предложений, был обладателем патентов на 6 изобретений. Под руководством Ногаллера выполнено 36 кандидатских и докторских диссертаций. Являлся также членом Научного совета по терапии Академии медицинских наук СССР, трёх диссертационных советов, ряда учебно-методических комиссий.
В 1996 году вышел на пенсию и вскоре уехал в Германию. Опубликовал ряд книг о биографиях известных врачей на русском и немецком языках. Умер 16 апреля 2021 года.

## Награды
Был награждён двумя орденами Отечественной войны 2-й степени, орденом Красной Звезды, рядом медалей.